# Porto de Dublin
O porto de Dublin ou de Dublim (em irlandês: Port Átha Cliath) é o maior porto marítimo da Irlanda. Tem importância histórica e contemporânea, bem como económica. Aproximadamente dois terços do tráfego portuário da Irlanda, efectua-se no Porto de Dublin.
O porto moderno está situado em Dublin, em ambos os lados do Rio Liffey. No lado norte do rio, a maior parte (507 acres) encontra-se no final do East Wall e North Wall. A parte do sul é muito menor (126 acres), e situa-se no início da península Pigeon House.
O porto é operado pela Dublin Port Company.